# Attikatti, Byadgi
Attikatti là một làng thuộc tehsil Byadgi, huyện Haveri, bang Karnataka, Ấn Độ.